# The Favourite
The Favourite és una pel·lícula biogràfica dirigida per Yorgos Lanthimos i escrita per Deborah Davis i Tony McNamara. La història se centra en les maquinacions polítiques durant el regnat d'Anna de la Gran Bretanya, l'última sobirana britànica de la dinastia Estuard. La pel·lícula és protagonitzada per Emma Stone, Rachel Weisz, Olivia Colman, Nicholas Hoult, Joe Alwyn i Mark Gatiss. La pel·lícula s'estrenà als Estats Units el 23 de novembre de 2018. S'ha subtitulat al català.

## Argument
Una jove anomenada Abigail arriba a la cort com a serventa malgrat el seu origen noble després que son pare perdés la fortuna familiar en el joc (a ella inclosa, amistançada a la força amb un creditor). Allà descobreix que la reina actua sota el comandament d'una de les seves dames de companyia i amant, Sarah. S'acosta a Sarah, que és la seva cosina, i ben aviat mostra la seva intel·ligència aconseguint un remei temporal per a la inflor de les cames de la sobirana. Això li permet entrar al cercle íntim de la reina i competir amb Sarah pels seus favors. Sarah es mostra despietada i impulsa el país cap a la guerra, mentre Abigail juga les seves cartes fingint tendresa per la reina, una dona desubicada al govern i marcada per la tristor d'haver perdut els seus fills, simbolitzats pels conills que té a la seva cambra. La tensió entre les dues dames creix i Abigail enverina Sarah per allunyar-la de palau i ocupar definitivament el seu lloc, amb l'acord de la reina, qui se sent traïda per Sarah en creure que l'ha abandonat. Abigail pacta amb el partit opositor, comença a maniobrar políticament i es casa per a pujar de posició social. La reina, però, no oblida la seva antiga amant, qui intenta tornar debades. Al final, la reina rebaixa novament Abigail després de descobrir que maltractava un conill.

## Repartiment
- Olivia Colman: Reina Anna
- Emma Stone: Abigail Masham
- Rachel Weisz: Sarah Churchill
- Nicholas Hoult: Robert Harley
- Joe Alwyn: Samuel Masham
- Mark Gatiss: John Churchill

## Producció
El setembre de 2015 es va comunicar que Emma Stone, Olivia Colman i Kate Winslet havien estat triades per a la nova pel·lícula de Yorgos Lanthimos dirigint un guió de Deborah Davis i Tony McNamara, mentre que Ceci Dempsey, Ed Guiney, Lee Magiday i Andrew Lowe farien les tasques de productors.

L'octubre de 2015, Rachel Weisz va reemplaçar Winslet en el repartiment. El febrer de 2017, Nicholas Hoult es va unir al repartiment de la pel·lícula i el mes següent ho va fer Joe Alwyn. El rodatge fílmic i de fotografia va començar el març de 2017 a Hatfield House, Hertfordshire.

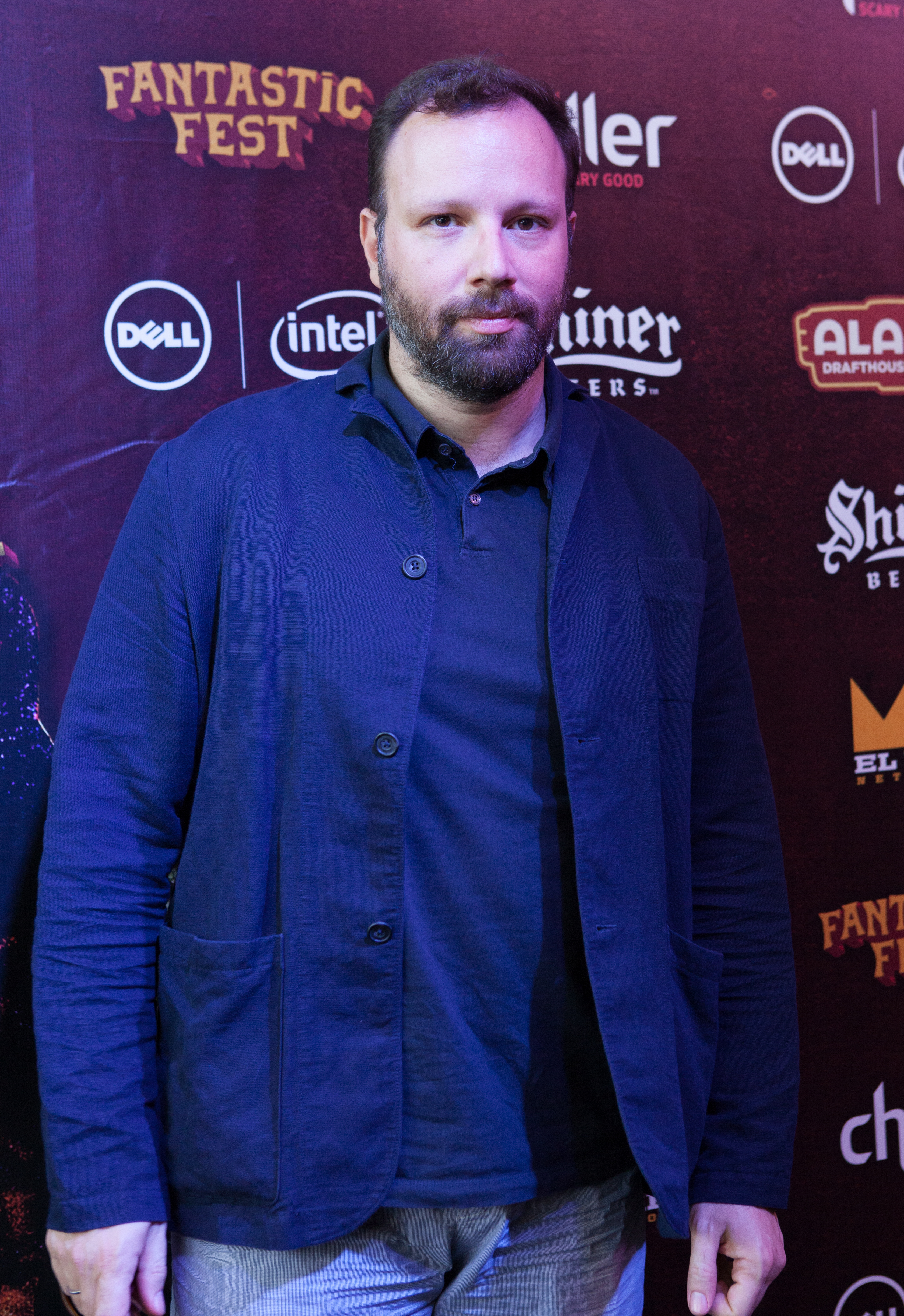
Yorgos Lanthimos, director de la pel·lícula

## Premis

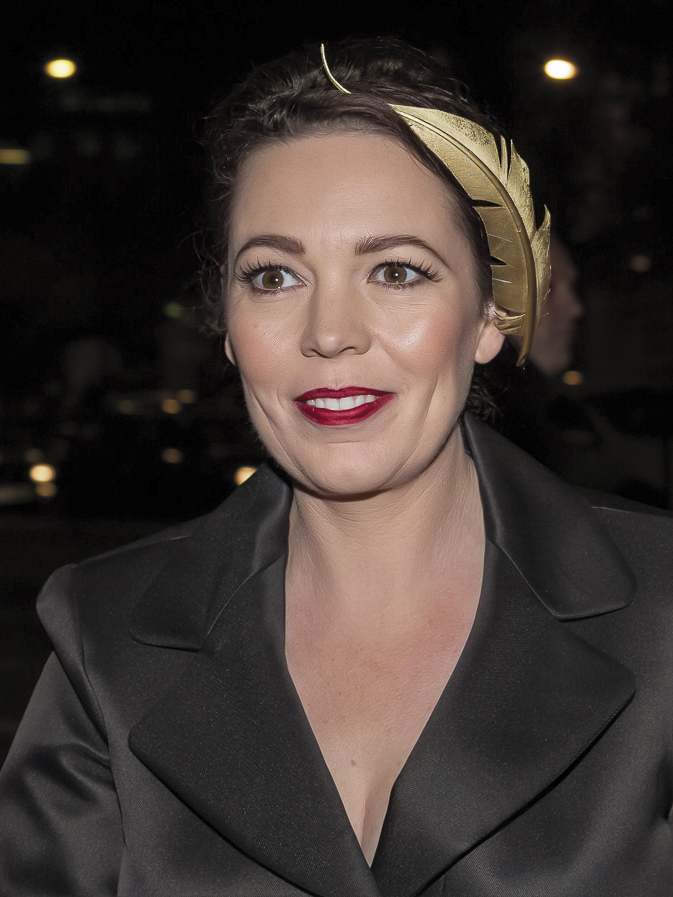
Olivia Colman

- En la 75a Mostra de Venècia, The Favourite fou premiada amb el Gran Premi del Jurat i la Copa Volpi a la millor interpretació femenina per a Olivia Colman.[7]

- Als Premis Oscar 2018, Olivia Colman fou escollida Millor Actriu pel seu paper d'Anna Estuard.[8]

- Als Premis del Cinema Europeu de 2019, The Favourite resultà la gran vencedora enduent-se vuit premis: Millor Pel·lícula, Millor Comèdia, Millor Director, Millor Actriu (per Olivia Colman), Millor Fotografia, Millor Maquillatge i Perruqueria, Millor Muntatge i Millor Vestuari.[9]

## Estrena
El maig de 2018, Fox Searchlight Pictures va adquirir la distribució de la pel·lícula. El seu llançament fou el 23 de novembre de 2018 als Estats Units.

## Recepció
Recaptació en taquilla 
Als Estats Units, The Favourite va recaptar 422.410 dòlars en quatre cinemes, amb una mitjana de 105.603 per sala, en el seu primer cap de setmana, 1.1 milions en la segona i 1,4 milions en la tercera, projectant-se en 94 cinemes (33% més que el cap de setmana anterior).